# Drygalski (månekrater)
Drygalski er et stort nedslagskrater på Månen. Det befinder sig langs den sydlige rand af Månens forside. Det er et område, som lejlighedsvis bringes inden for synsvidde fra Jorden på grund af gunstig libration, men krateret ses da fra siden, så mange detaljer ikke kan observeres. Lys fra Solen falder i en lille vinkel, og det ligger tæt på de kratere ved Månens sydpol, som permanent er afskåret fra sollyset. Krateret er opkaldt efter den tyske geograf og geofysiker Erich D. Von Drygalski (1865 – 1949).
Navnet blev officielt tildelt af den Internationale Astronomiske Union (IAU) i 1964. 

## Omgivelser
Drygalskikrateret ligger delvis over Ashbrookkrateret, der ligger mod vest og på Månens bagside. Lige nord for krateret ligger det mindre Boltzmannkrater. 

## Karakteristika
Kraterets ydre rand er nedslag og eroderet af senere nedslag, som har frembragt en forrevet, bjergagtig rand, over hvilken der visse steder ligger små kratere. Det mest fremtrædende af disse er "Drygalski P"-satellitkrateret over den sydvestlige rand, hvor det slutter sig til Ashbrook, og "Drygalski V" langs den nord-nordvestlige indre væg. En lille catana, dvs. kraterkæde, begynder tangentialt til den nordlige ydre rand og løber i en bue nordud i retning af Boltzmannkrateret. Mod syd er en usædvanlig formation af to eller flere små kratere, som danner en kort dal.
Dele af kraterbunden er flad og jævn efter på et tidspunkt at være blevet dækket af lava. De fladeste områder er de sydlige og østlige, hvorimod der er mere uvejsomt mod vest, hvor bunden også er mærket af adskillige småkratere. I kratermidten ligger en forrevet central top med adskillige mindre højderygge langs dens sider.

## Satellitkratere
De kratere, som kaldes satellitter, er små kratere beliggende i eller nær hovedkrateret. Deres dannelse er sædvanligvis sket uafhængigt af dette, men de får samme navn som hovedkrateret med tilføjelse af et stort bogstav. På kort over Månen er det en konvention at identificere dem ved at placere dette bogstav på den side af satellitkraterets midte, som ligger nærmest hovedkrateret. Drygalskikrateret har følgende satellitkratere:
| Drygalski | Længde  | Bredde  | Diameter |
| --------- | ------- | ------- | -------- |
| P         | 81,0° S | 99,9° V | 30 km    |
| V         | 78,5° S | 93,4° V | 21 km    |

Det følgende krater har fået nyt navn af IAU:
- Drygalski Q — Se Ashbrookkrateret.

## Måneatlas
- Billeder af Drygalskikrateret i LPI-måneatlasset